# Shannen Doherty
Shannen Maria Doherty (Memphis (Tennessee), 12 april 1971 – Malibu (Californië), 13 juli 2024) was een Amerikaans actrice. Ze was vooral bekend van haar rol als Brenda Walsh in Beverly Hills, 90210 en als Prue Halliwell in Charmed. Ze was ook te zien in de film Heathers (1989).

## Biografie

### Jeugdjaren
Doherty werd geboren in Memphis, als dochter van een manicuriste en een hypotheekconsultant. Hoewel ze van Ierse afkomst was, werd ze opgevoed als aanhanger van de Southern Baptist Convention.
De familie verhuisde in 1978 naar Los Angeles. Doherty, toen zeven jaar oud, vertelde in een interview erg verlegen te zijn en zich moeilijk te kunnen aanpassen aan een nieuwe omgeving. Haar zelfvertrouwen werd nog kleiner toen haar moeder na een jaar last kreeg van ernstige hoofdpijn en opgenomen moest worden in een ziekenhuis. Haar vader kreeg een beroerte toen Doherty nog een kind was.
Doherty was vanaf 1981 te zien op televisie. Ze had gastrollen in verschillende televisieseries, waaronder Father Murphy, Voyagers!, Magnum, P.I. en Airwolf. Ze kreeg in 1982 de rol van Jenny Wilder in Little House on the Prairie en speelde die totdat voor die serie het doek in 1983 viel. Het was acteur/producent Michael Landon die haar de rol gaf, nadat hij haar zag in Father Murphy.
Hierna was ze in enkele televisiefilms te zien en had ze een bijrol in de tienerfilm Girls Just Want to Have Fun (1985). In 1986 werd ze gecast in de dramaserie Our House. Doherty speelde Kris Witherspoon, de oudste dochter van de familie waar de serie om draait. Hoewel ze werd genomineerd voor verschillende Young Artist Awards voor haar rol, werd de serie in 1988 van de buis gehaald.

### Periode als tieneridool

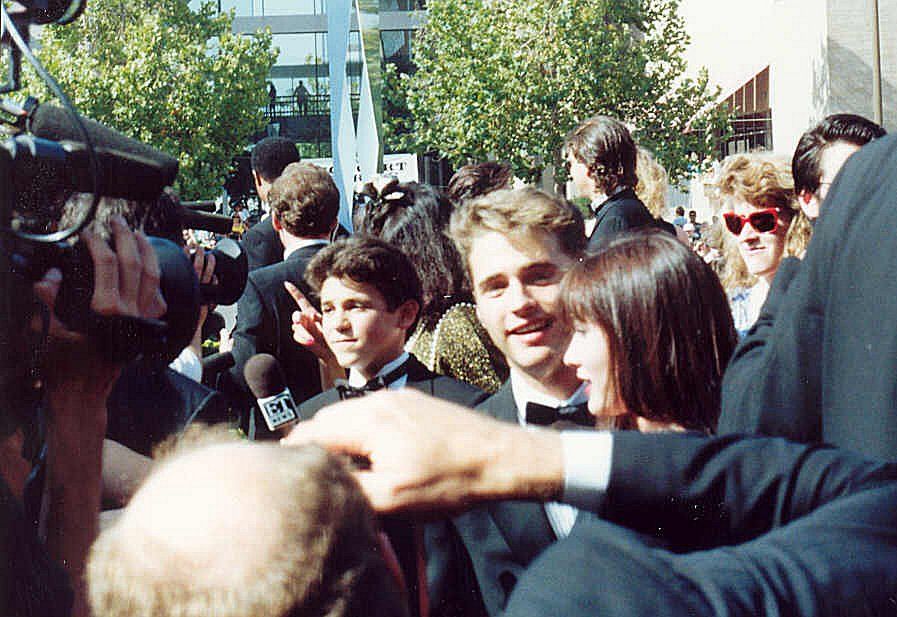
Doherty met Jason Priestley en Fred Savage tijdens de Emmy-uitreiking van 1991

In 1989 was Doherty tegenover Christian Slater en Winona Ryder te zien in de donkere tienerkomedie Heathers. De film groeide uit tot een culthit en ook Doherty kreeg meer aandacht. Tori Spelling merkte haar op en raadde haar aan voor de rol van Brenda Walsh in de tienersoapserie Beverly Hills, 90210 bij haar vader Aaron Spelling.
Doherty kreeg de rol in de serie, die in 1990 van start ging. De serie groeide in 1991 uit tot een enorm succes en Doherty werd bekend. Ze kwam in het nieuws door onenigheden met andere castleden. In een interview met Tyra Banks zei ze enkel goed met collega's Jason Priestley en Brian Austin Green overweg te kunnen.
Tijdens haar periode bij Beverly Hills, 90210 werkte Doherty ook mee aan verschillende televisiefilms. Ook trouwde ze in 1993 met Ashley Hamilton, zoon van acteur George Hamilton. In april 1994 scheidden ze. Niet veel later verliet ze Beverly Hills, 90210. Ze werd vervangen door Tiffani-Amber Thiessen, die de rol van Valerie Malone op zich nam.
In 1994 rukte Doherty zich los van haar tienerimago door de rol van de sensuele Madeleine Dalton te spelen in Blindfold: Acts of Obsession. Hoewel ze vertelde dat er een dubbel werd gebruikt voor de naaktscènes en ze nooit zelf naakt in een film zou spelen, was ze datzelfde jaar wel in Playboy Magazine te zien. Ze was kort verloofd met tegenspeler Judd Nelson.
Doherty speelde na het verlaten van Beverly Hills, 90210 voornamelijk in televisiefilms. Zo speelde ze een moeder in Gone in the Night (1996) en een slachtoffer van huiselijk geweld in Sleeping with the Devil (1997). Ze wordt echter het best herinnerd voor haar rol in Mallrats (1995), een komedie met Jason Mewes en Kevin Smith in de hoofdrollen.

### Comeback
Door Aaron Spelling werd ze in 1998 gecast in de rol van Prue Halliwell in Charmed samen met Holly Marie Combs en Alyssa Milano.
Tijdens haar deelname aan de opnamen kwam Doherty in december 2000 in het nieuws toen ze werd gearresteerd en veroordeeld voor rijden onder invloed. Ook kwam ze in het nieuws door haar relatie met collega Julian McMahon. Ze hadden in 2001 kort een verhouding. Datzelfde jaar werd Doherty ontslagen bij Charmed, dat op dat moment zijn derde seizoen afrondde. Doherty werd vervangen door actrice Rose McGowan.
Op 25 januari 2002 trouwde Doherty met website-eigenaar en miljonair Rick Solomon. Het huwelijk hield echter niet lang stand.
In 2003 kreeg Doherty opnieuw een grote klus, toen ze de presentatrice werd van de realityserie Scare Tactics. Ze verliet de serie echter al na een seizoen en werd vervangen door Stephen Baldwin. In 2004 werd ze gecast als de zus van Brooke Burns in de kortdurende televisieserie North Shore. Nadat deze was stopgezet, werd ze in 2005 gecast in de sitcom Love, Inc.. Vlak voordat deze uitgezonden werd, werd Doherty's personage echter uit de serie geschreven. Hierna presenteerde ze kort de realityserie Breaking Up with Shannen Doherty.

### Terugkeer naar90210

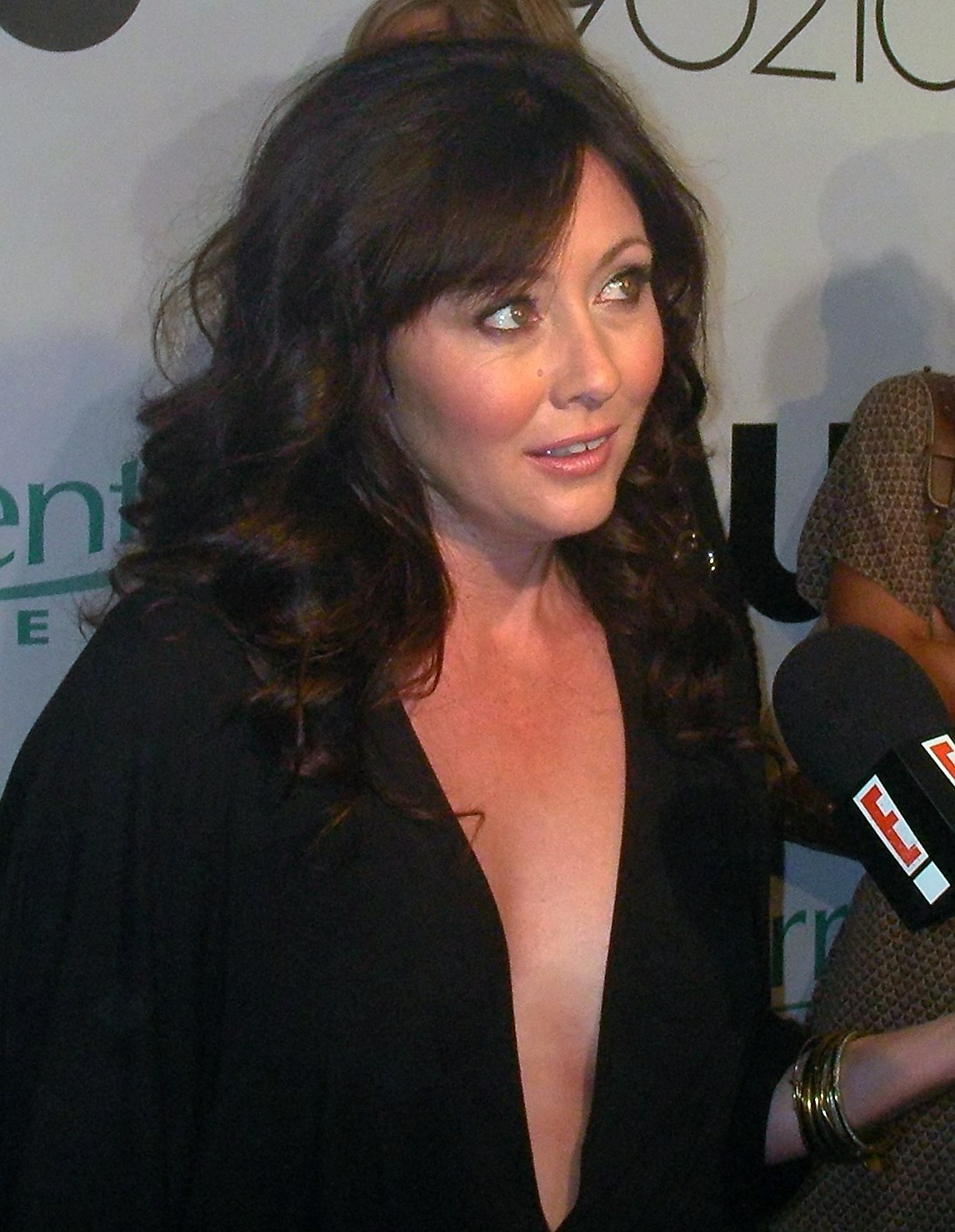
Doherty bij de première van 90210 in augustus 2008

Ze maakte twee televisiefilms, Christmas Caper (2007) en Kiss Me Deadly (2008).
In juli 2008 werd bekendgemaakt dat Doherty zou terugkeren als Brenda Walsh in de spin-offserie 90210. Ze had jarenlang volgehouden die rol nooit meer te spelen, maar legde uit de rol speciaal voor haar fans voor de laatste keer te spelen. Doherty werd hiermee herenigd met rivale in de serie Jennie Garth.
Doherty trouwde op 15 oktober 2011 voor de derde maal.
Zij kwam in 2014 in het nieuws als sympathisante van ‘de cove guardians’ (Sea Shepherd, Paul Watson), die zich inzette tegen het dolfijnenleed tijdens een dolfijnenjacht in Taiij (Japan).

### Kanker
in 2016 maakte ze bekend dat ze leed aan borstkanker met uitzaaiing naar de lymfeklieren en andere delen van haar lichaam. Ze onderging een borstamputatie en werd behandeld met chemotherapie. In 2017 werd bevestigd dat Doherty's ziekte in remissie was. In 2020 maakte Doherty bekend dat de kanker terug was en dat ze terminaal was.
Drie jaar later kreeg ze de diagnose hersenmetastasen, waaraan ze op 13 juli 2024 op 53-jarige leeftijd is overleden.